# Ferocactus pottsii
Ferocactus pottsii ist eine Pflanzenart aus der Gattung Ferocactus in der Familie der Kakteengewächse (Cactaceae). Das Artepitheton pottsii ehrt John Potts einen Direktor der Münze in Chihuahua.

## Beschreibung
Ferocactus pottsii wächst einzeln mit kugelförmigen bis kurz zylindrischen, trüb glaukgrünen Trieben und erreicht bei Durchmessern von 50 Zentimetern  Wuchshöhen von 1 Meter. Es sind 13 bis 25 breite, stumpfe Rippen vorhanden. Die geraden Dornen sind grau. Der einzelne Mitteldorn ist bis zu 7,5 Zentimeter lang. Die drei bis acht ausstrahlenden Randdornen weisen eine Länge von bis zu 4,5 Zentimeter auf.
Die becherförmigen, gelben Blüten erreichen eine Länge von bis zu 4,5 Zentimeter und weisen Durchmesser von 3,5 Zentimetern auf. Die bis zu 4 Zentimeter langen, kugelförmigen Früchte sind gelb.

## Verbreitung, Systematik und Gefährdung
Ferocactus pottsii ist in den mexikanischen Bundesstaaten Chihuahua, Sonora und Sinaloa verbreitet.
Die Erstbeschreibung als Echinocactus pottsii erfolgte 1850 durch Joseph zu Salm-Reifferscheidt-Dyck. Curt Backeberg stellte die Art 1961 in die Gattung Ferocactus. Weitere nomenklatorische Synonyme sind Echinocactus bicolor var. pottsii Salm-Dyck (1850), Echinocactus bicolor f. pottsii (Salm-Dyck) Voss (1894), Thelocactus pottsii (Salm-Dyck) Britton & Rose (1923) und Thelocactus bicolor var. pottsii (Salm-Dyck) Backeb. (1961).
In der Roten Liste gefährdeter Arten der IUCN wird die Art als „Near Threatened (NT)“, d. h. als gering gefährdet geführt.

## Nachweise